# NGC 3136
NGC 3136 é uma galáxia elíptica (E) localizada na direcção da constelação de Carina. Possui uma declinação de -67° 22' 39" e uma ascensão recta de 10 horas, 05 minutos e 48,2 segundos.
A galáxia NGC 3136 foi descoberta em 31 de Janeiro de 1835 por John Herschel.